# Amtsgericht Hildesheim

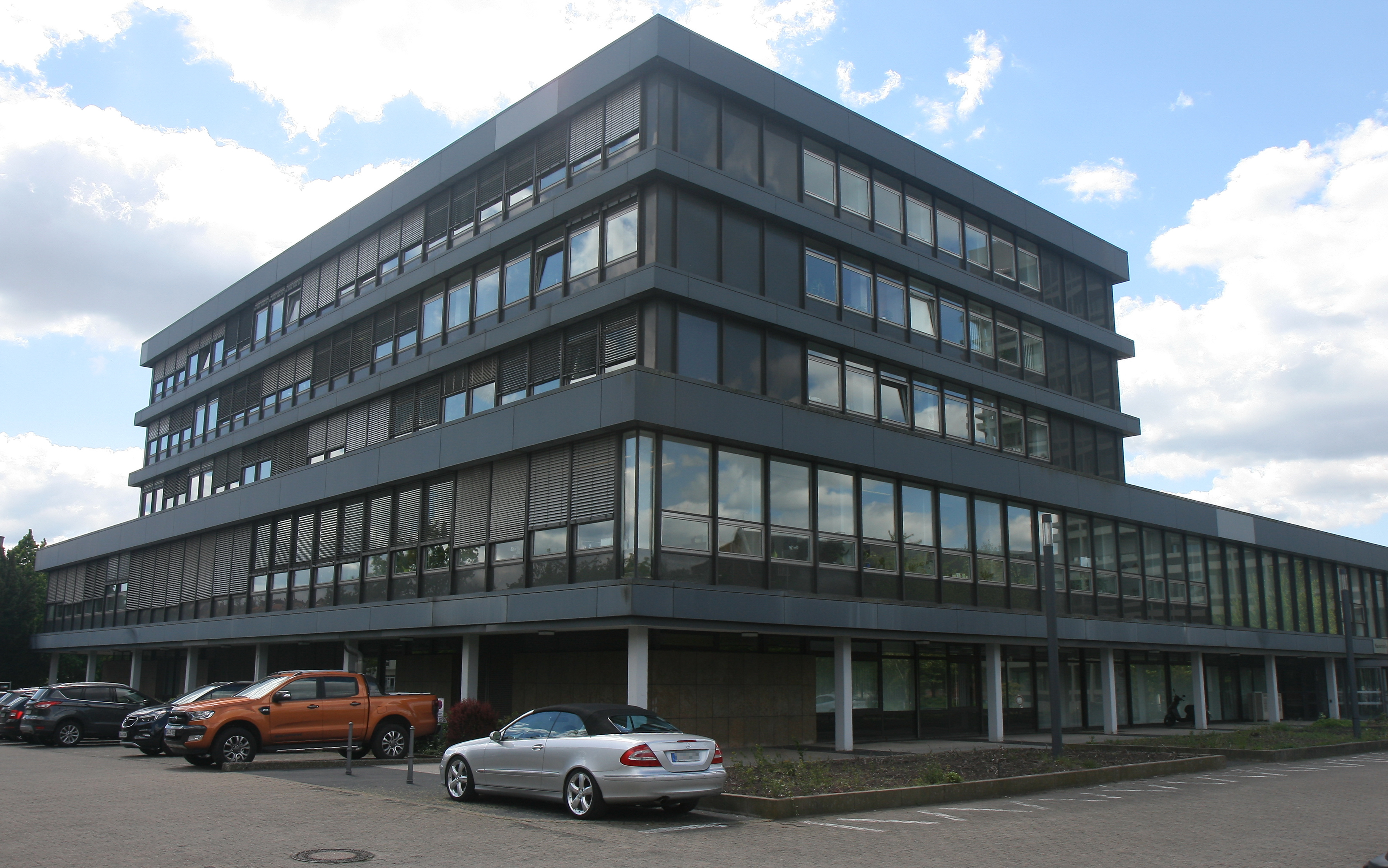
Gerichtsgebäude Kaiserstraße 60

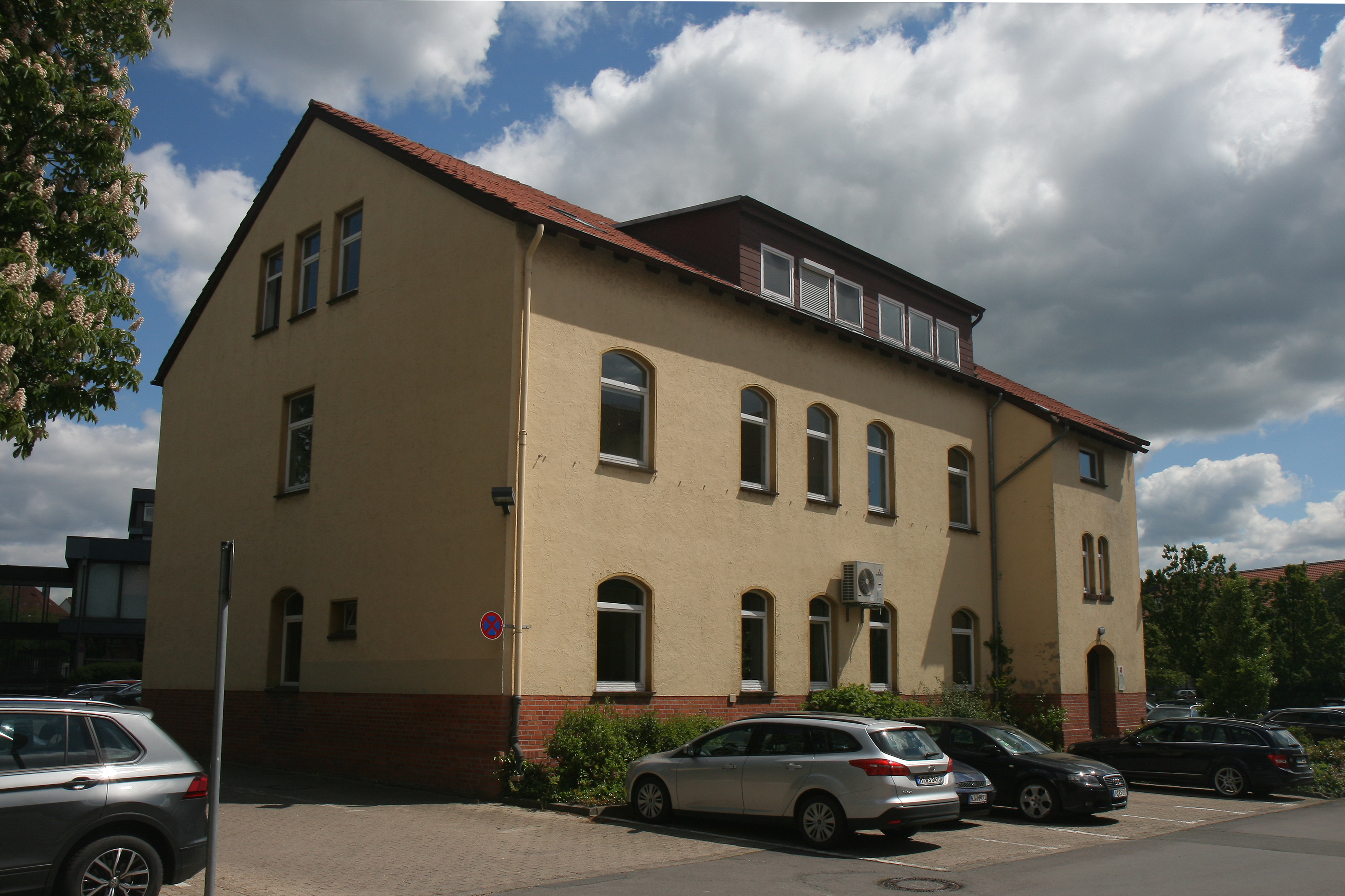
Nebenstelle Bahnhofsallee 37 (Registergericht)

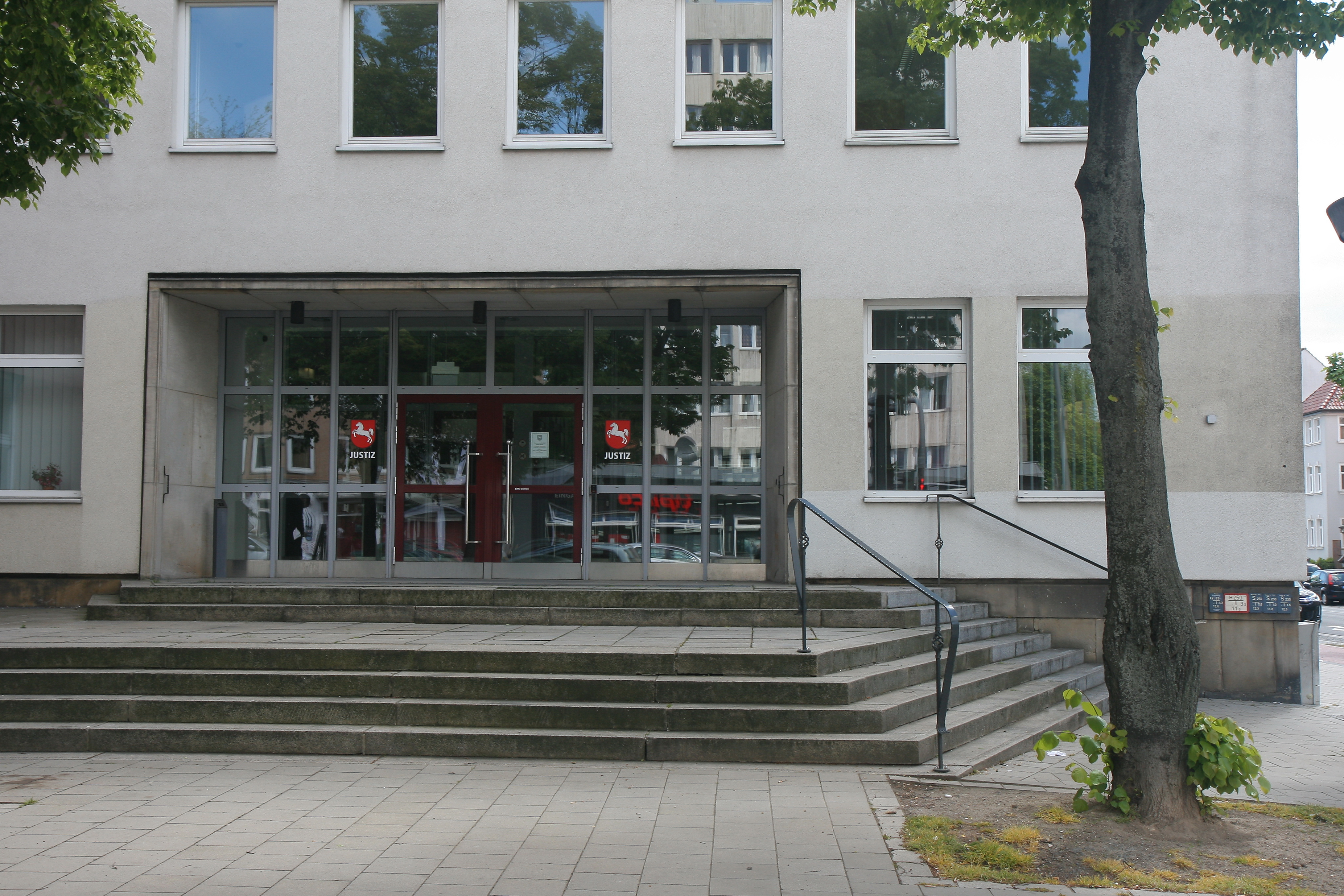
Nebenstelle Bahnhofsallee 37 (Zivilprozessabteilung)

Das Amtsgericht Hildesheim ist eines von acht Amtsgerichten im Bezirk des Landgerichts Hildesheim. Es hat seinen Sitz in Hildesheim in Niedersachsen.

## Zuständigkeiten
Das Amtsgericht Hildesheim ist örtlich zuständig für die Städte Bad Salzdetfurth, Bockenem, Hildesheim und Sarstedt sowie für die Gemeinden Algermissen, Diekholzen, Giesen, Harsum, Holle, Schellerten und Söhlde.
Dem Amtsgericht Hildesheim ist das Landgericht Hildesheim übergeordnet. Zuständiges Oberlandesgericht ist das Oberlandesgericht Celle.

## Geschichte
Nach der Revolution von 1848 wurde im Königreich Hannover die Rechtsprechung von der Verwaltung getrennt und die Patrimonialgerichtsbarkeit abgeschafft.
Das Amtsgericht wurde daraufhin mit der Verordnung vom 7. August 1852 die Bildung der Amtsgerichte und unteren Verwaltungsbehörden betreffend als königlich hannoversches Amtsgericht gegründet.
Es umfasste das Amt Hildesheim und das Amt Marienburg zu Hildesheim.
Das Amtsgericht war dem Obergericht Hildesheim untergeordnet. Mit der Annexion Hannovers durch Preußen wurde es zu einem preußischen Amtsgericht in der Provinz Hannover.

## Gebäude
Das Gericht ist in dem Gebäude an der Kaiserstraße 60 untergebracht. In den Nebenstellen Bahnhofsallee 37 befinden sich das Registergericht und die Zivilprozessabteilung.